# Candi bentar

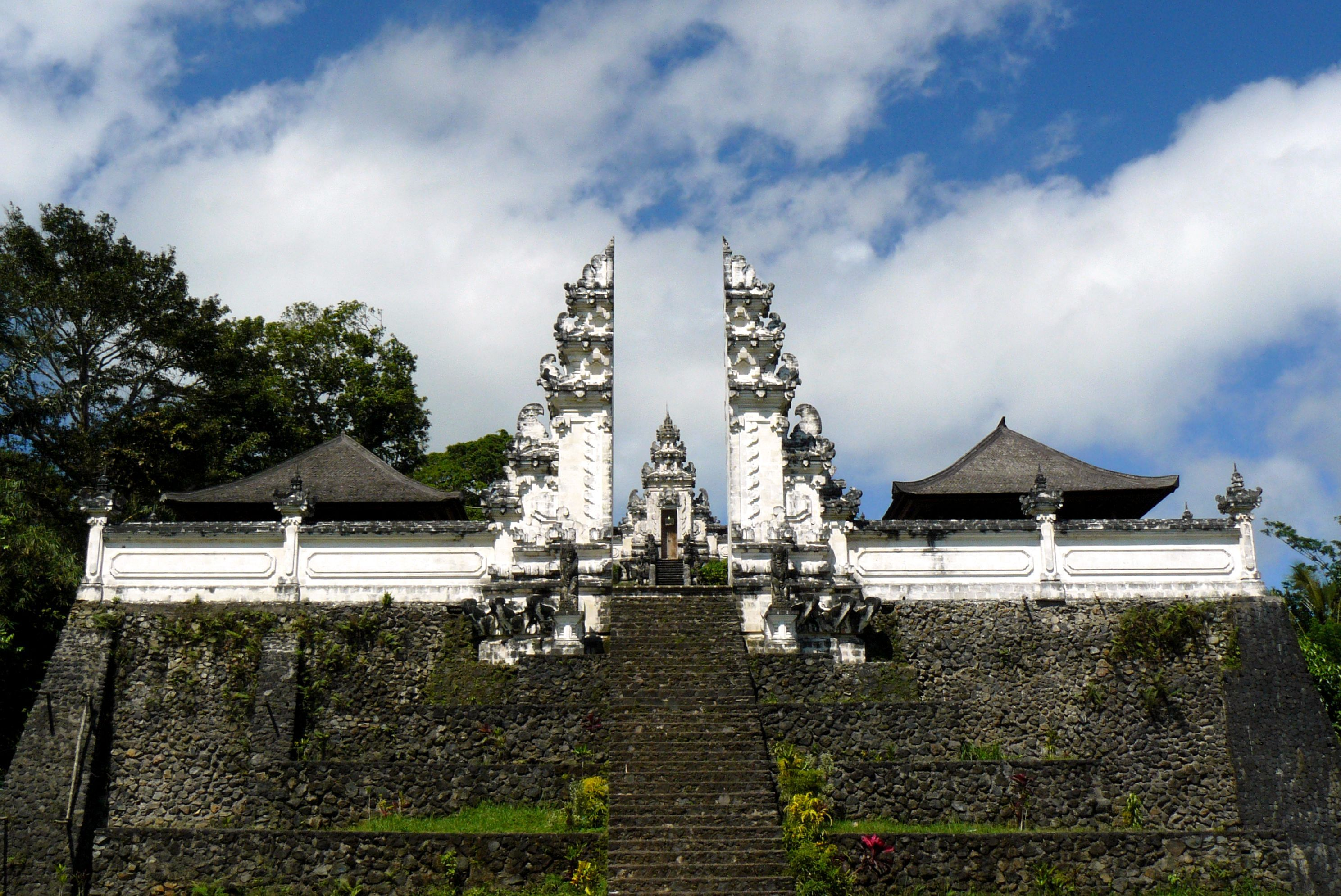
Un candi bentar marque l'entrée dans le temple Pura Lempuyang Luhur, à Bali.

Candi bentar, ou portail scindé, est un type de portail javanais et balinais classique que l'on trouve couramment à l'entrée des édifices religieux, des palais du Kraton ou des cimetières. Il s'agit essentiellement d'une structure semblable à un candi, parfaitement divisée en deux pour créer un passage au centre permettant aux gens de traverser. Le passage est généralement surélevé, un escalier permettant d'y accéder. Les candi bentar se trouvent principalement à Java, Bali et Lombok.

## Forme
Un Candi bentar a une forme de candi mais se divise parfaitement en deux pour créer une image symétrique. Le candi bentar a typiquement un profil en escalier et peut être abondamment décoré comme dans le cas du candi bentar balinais. Les deux surfaces intérieures sont toujours laissées lisses et sans ornements, comme si la structure avait été réellement coupée en deux.  
Il existe plusieurs styles de candi bentar, de la structure en briques rouges unies de style Majapahit avec ses dérivés de style Cirebon, Demak, kudus et Mataram précoce, aux candi bentar enduites de stuc du palais Kaibon à Banten ou des villes de Surakarta et Yogyakarta, en passent par les candi bentar richement ornés des temples et palais balinais. 
Hormis le rétrécissement du passage, le candi bentar ne sert pas un véritable objectif défensif car ce type d'enceinte est à l'origine conçu pour ne pas avoir de portes. Les clôtures en fer supplémentaires sont rarement installées dans le passage. Lorsque c'est le cas, elles sont généralement ajoutées plus tard et ne font pas partie de la conception d'origine. La symbolique d'un candi bentar n'est pas claire. Elle ne procède probablement que de fins esthétiques: créer un sentiment de grandeur avant d'entrer dans un complexe architectural. 

## Temple hindou javanais et balinais classique

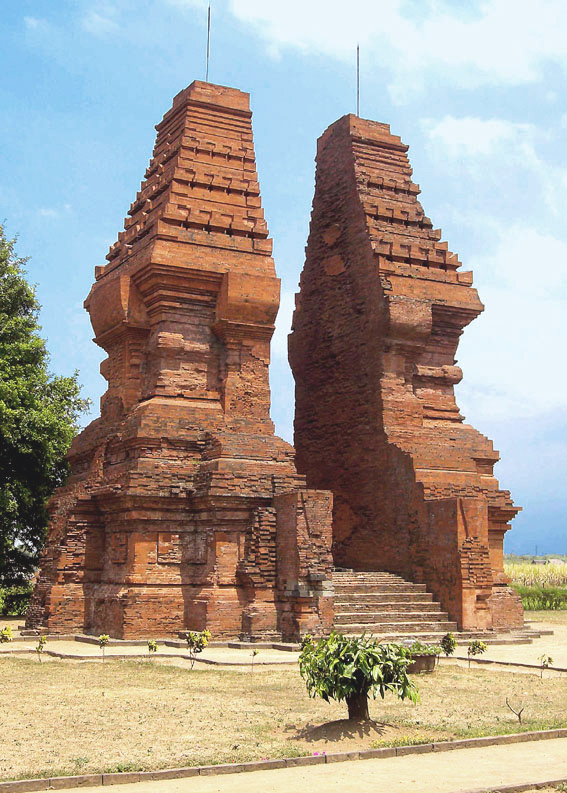
Le candi bentar Wringin Lawang à Trowulan, l'un des plus vieux candi bentar conservé.

Les Candi bentar et paduraksa (une  structure de portail similaire) font partie intégrante de l'architecture des temples balinais, et peut-être du temple hindou javanais classique. Les deux passerelles marquent le seuil entre différents niveaux de sainteté au sein d'un temple. Le Candi bentar marque la frontière entre le monde extérieur et le royaume extérieur du temple hindou, le nista mandala ("sanctuaire extérieur"). Le paduraksa marque la frontière entre le madya mandala ("sanctuaire du milieu") et l'utama ("sanctuaire principal"), plus intérieur et plus sacré.  
Le complexe architectural que renferme les temples et les palais balinais est généralement utilisé pour les rituels. Les candi bentar sont eux généralement utilisés comme arrière-plan des spectacles de danse, les artistes apparaissant de l'arrière des portails. Parfois, le spectacle de danse avaient lieu dans l'enceinte intérieure avec une porte de paduraksa couverte comme arrière-plan. 

## Origine et évolution

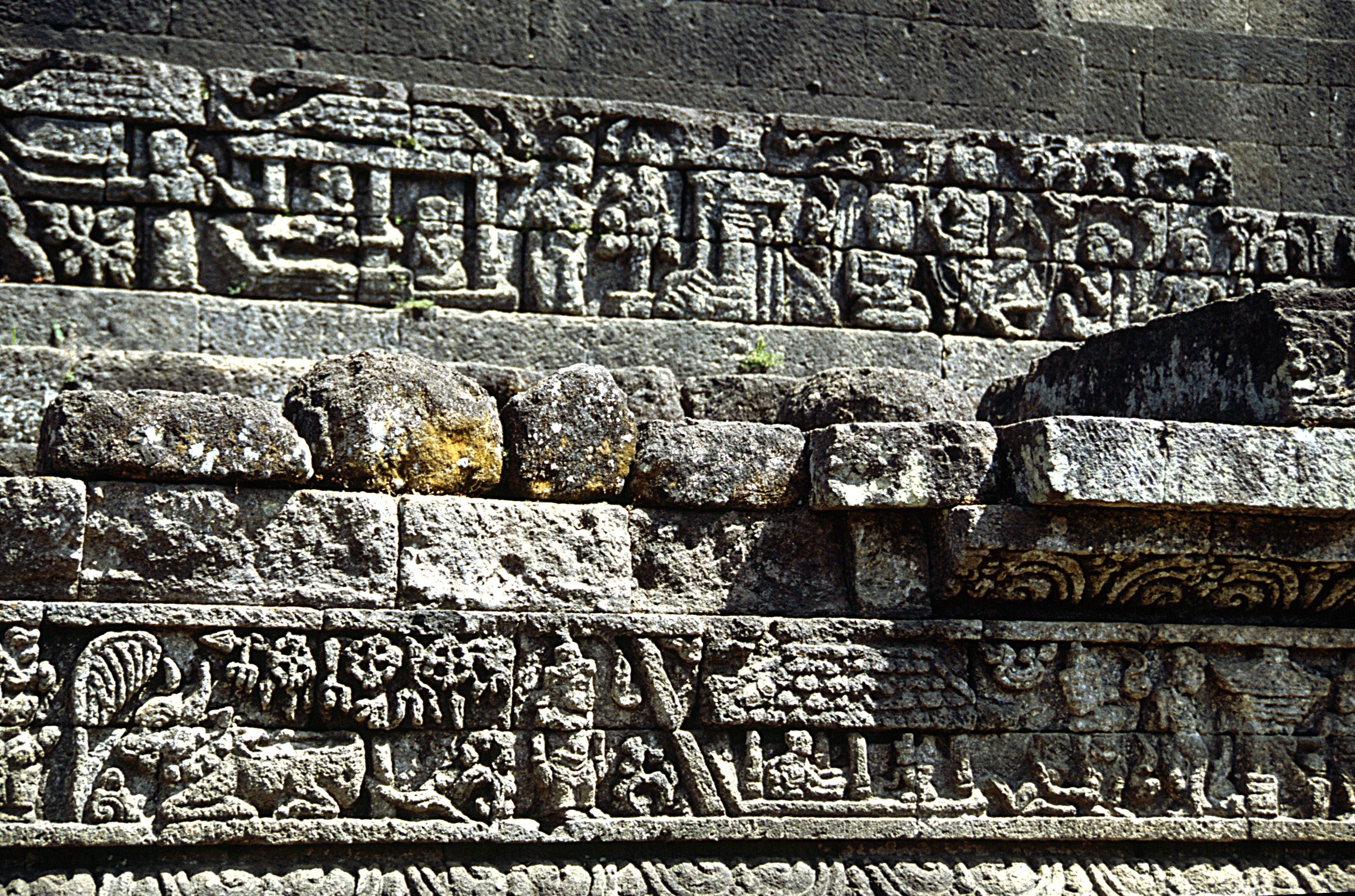
Une structure candi bentar apparaît dans un relief du Temple Jago datant du XIIIe siècle.

On pense que les Candi bentar remontent à la période hindoue de Singhasari et Majapahit à Java, soit entre le XIIIe et le XIVe siècle. En effet, des reliefs montrant un candi bentar et un paduraksa ont été découverts dans le Temple Jago, situé à l'est de Java. 
Sur le site archéologique de Trowulan - la capitale du XIVe siècle de l'empire Majapahit - un candi bentar nommé Wringin Lawang ("la porte de l'arbre Banyan" en javanais), est parmi les plus vieux candi bentar qui subsiste. Le Wringin Lawang a pris la forme d'une structure typique de temple Majapahit, divisé également en deux structures en miroir, créant un passage au centre. Les portails de la grande porte sont en brique rouge, avec une base de 13 x 11 mètres et une hauteur de 15,5 mètres. 
La prévalence actuelle des candi bentar est probablement due à l'influence de l'esthétique Majapahit sur l'architecture javanaise et balinaise. Le candi bentar est effectivement encore largement utilisé à l'arrivée de la période islamique au XVe siècle. Le palais du Sultan du Keraton Kasepuhan utilise ainsi un candi bentar pour marquer l'accès au pavillon public. 
La mosquée Menara Kudus, datant du XVIe siècle, est l'une des plus anciennes mosquées de Java et comporte toujours un candi bentar qui marque la porte d'entrée de l'enceinte de la mosquée. Le complexe du cimetière musulman de Sendang Duwur dans le village de Sendang Duwur, régence de Lamongan, Java oriental, contient à la fois des candi bentar et des paduraksa pour marquer le niveau de sainteté au sein du cimetière, la tombe de Sunan Sendang Duwur étant la partie la plus sacrée de le complexe. D'autres édifices funéraux javanais emploient des candi bentar comme le complexe du cimetière de Sunan Giri. 
À l'époque moderne, la construction de candi bentar est encouragée par le gouvernement indonésien. Cette politique est particulièrement encouragée par le gouvernement kabupaten municipal et régional qui l'envisagent comme une forme d'identité régionale. Le gouvernement de la province de Banten, par exemple, a encouragé la construction de candi bentar sur le modèle du palais de Kaibon du vieux Banten afin de marquer les porte d'entrée des habitations, en particulier celles situées le long de la route principale. Dans la ville de Cirebon, Java occidental, le candi bentar en brique rouge est devenu l'identité de la ville. Des candi bentar marque également la porte d'entrée vers divers bâtiments publics comme l'aéroport international Soekarno-Hatta de Jakarta. 

## Galerie

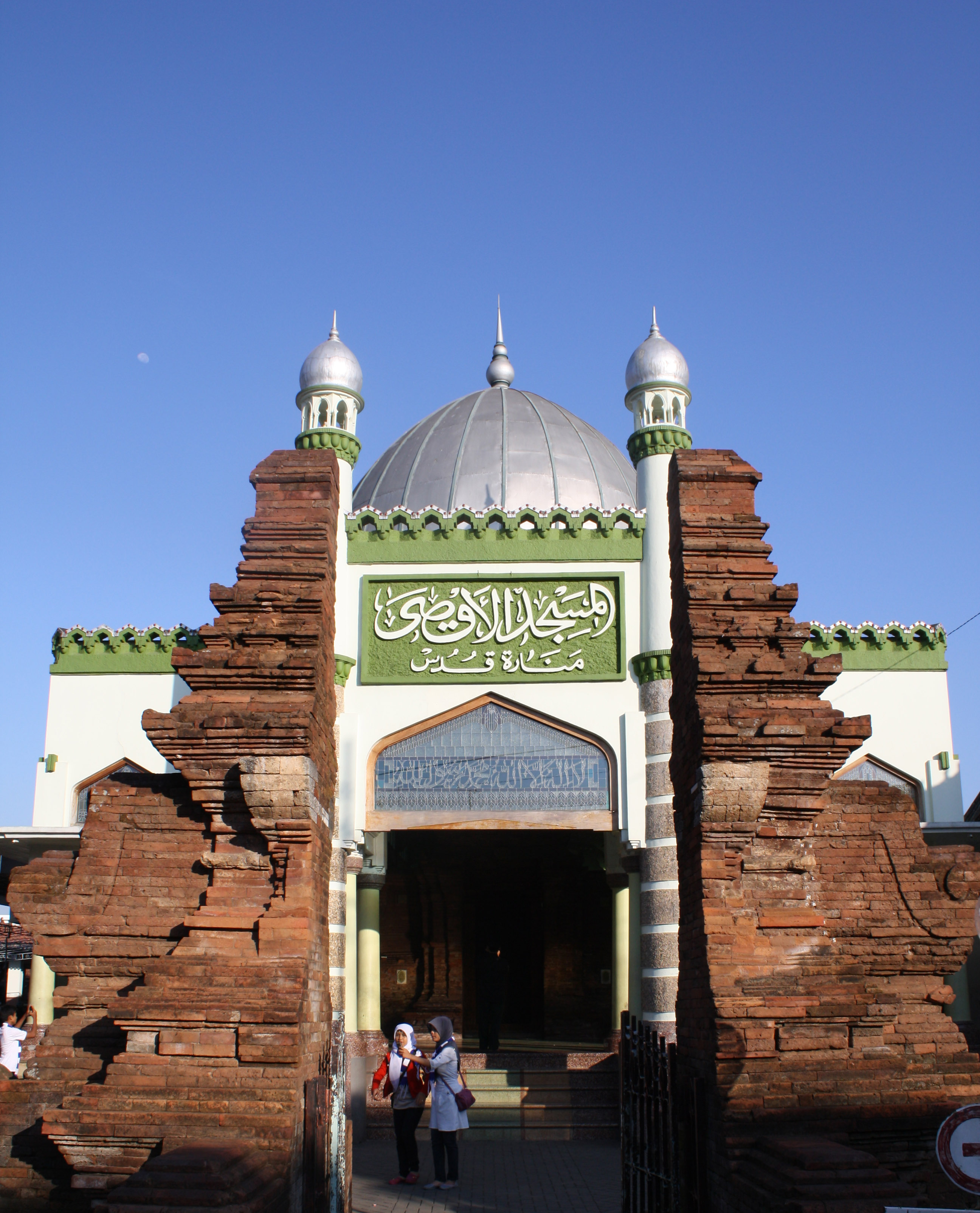
Le candi bentar de style Majapahit de la mosquée Menara Kudus.
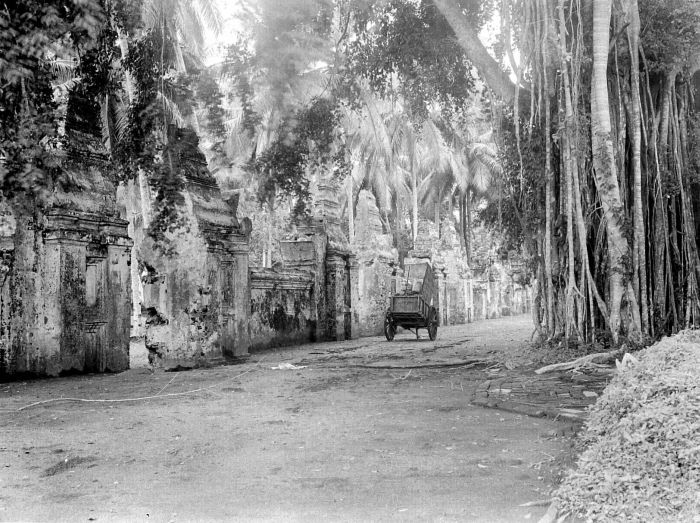
Une rangée de candi bentars au Palais Kaibon, Banten .
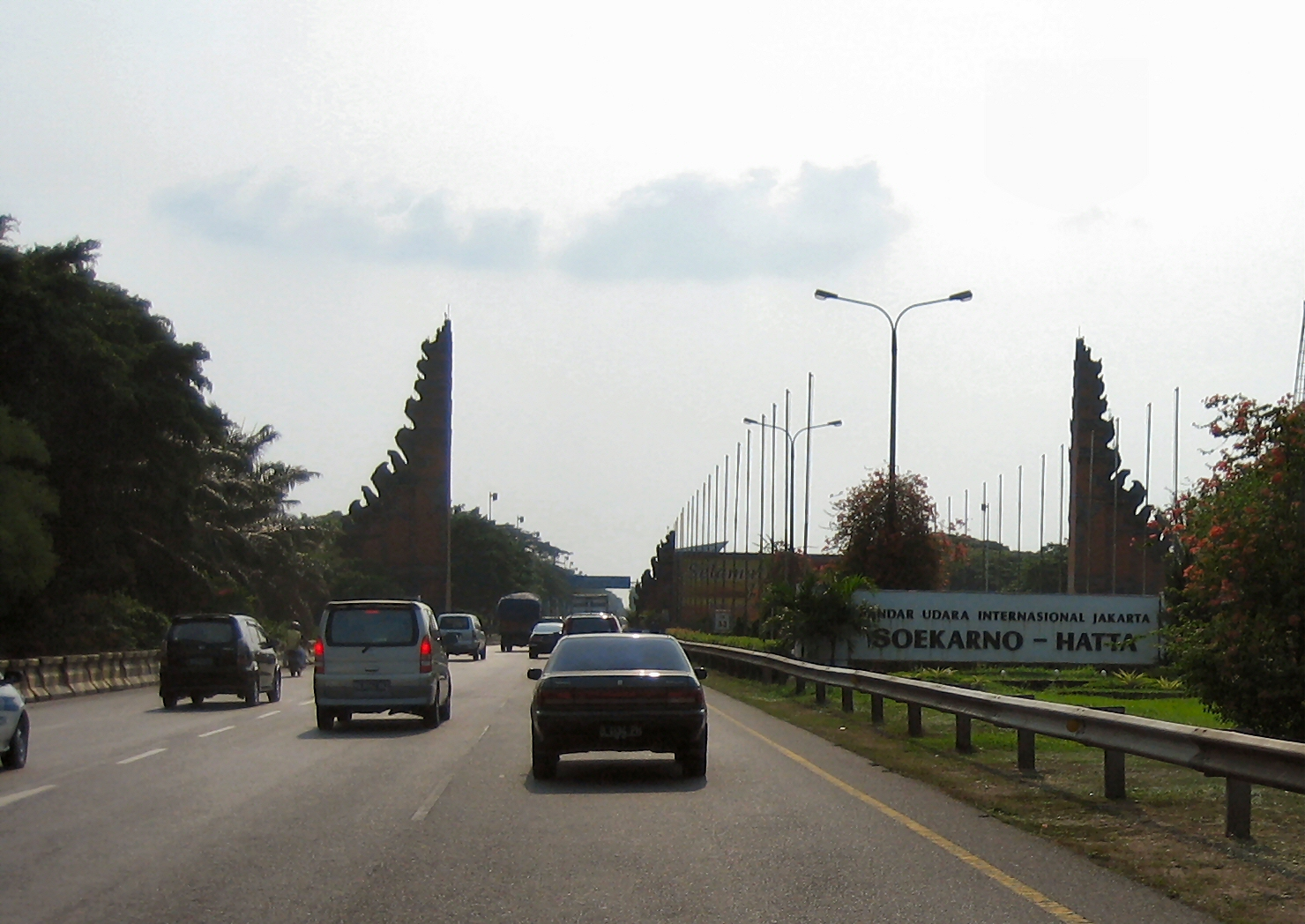
Un candi bentar de style balinais marque l'entrée de l'aéroport international Soekarno-Hatta de Jakarta .
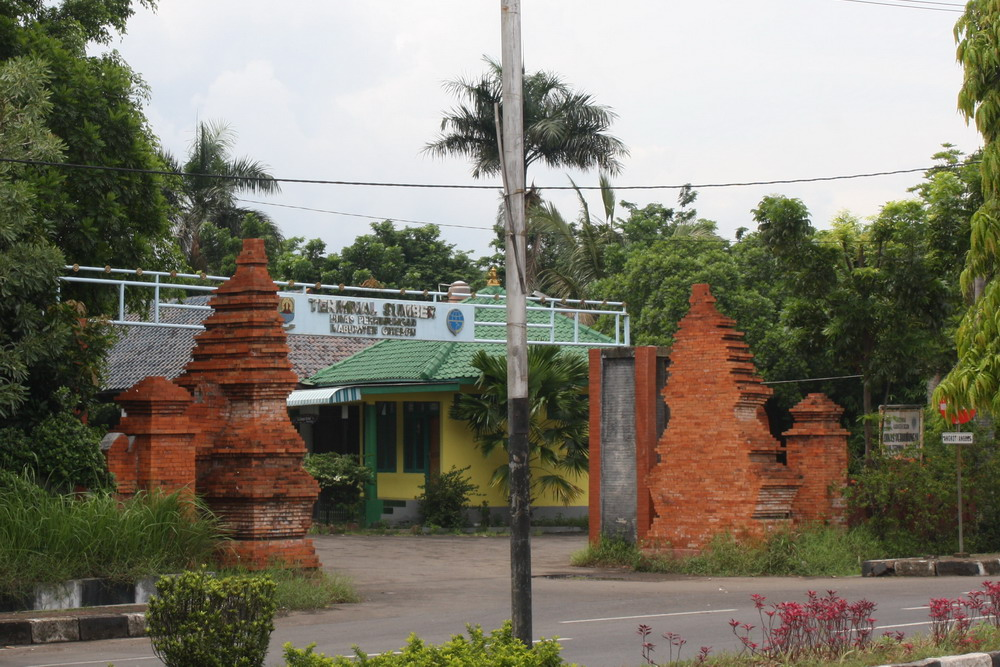
Un candi bentar de style Cirebon faisant office de porte d'embarquement à Cirebon .